# MenuetOS
MenuetOS – 64-bitowy system operacyjny na licencji własnościowej. Wersja 32-bitowa jest na licencji GPL (open source).
MenuetOS został napisany przez Ville Mikaela Turjanmaa. System mieści się w całości na dyskietce. Został napisany w asemblerze FASM. Dostępne są też kompilatory i kompilatory skrośne języków wysokiego poziomu. Aktualnie system obsługuje każdą kartę graficzną zgodną ze standardem VESA.
System zawiera GUI z obsługą przezroczystości, odtwarzacz plików WAV, przeglądarkę plików graficznych (m.in. w formatach JPEG i PNG), odtwarzacz filmów z kodekiem MPEG-2, prosty edytor tekstu (TinyPad), prototypowy klient HTTP, asembler, prosty stos TCP/IP oraz kilka gier, obsługuje technologię SMP i USB 2.0. Kod źródłowy wszystkich programów oraz sterowników sprzętu jest dostępny na stronie WWW, aby zwolnić miejsce dla programów na dyskietce.
Najnowszą wersją jest 1.47.20 wydana 11 maja 2023r. Istnieje również 32-bitowa odmiana tego systemu, dostępna na stronie producenta na licencji GPL. Jest jednak rzadziej aktualizowana – jej najnowszą wersję 0.86 wydano 2 września 2019 roku.
W 2004 liderem projektu został Mike Hibbett, twórca stosu TCP/IP dla MenuetOS.